# Paul Graff
August Ludwig Friedrich Paul Graff (* 8. Dezember 1878 in Fallersleben; † 18. März 1955 in Hannover) war ein deutscher lutherischer Theologe.

## Leben
Graff war der Sohn des Pastors Konrad Rudolf August Graff (1851–1921) und Frieda Graff, geb. Althaus (1845–1906). Nach dem 1897 abgelegten Abitur begann er ein Theologiestudium zunächst in Tübingen, wechselte dann nach Greifswald und landete schließlich in Göttingen. Im Anschluss an das 1901 bestandene 1. Examen wurde Graff ein Jahr lang Hauslehrer in Hannover und kam dann als Hospes in das Kloster Loccum. Im Jahr 1904 legte er das 2. Examen ab und blieb anschließend weitere zwei Jahre als Bibliothekar in Loccum. Nach seiner Ordination in Aurich kam Graff über mehrere Anstellungen in Emden, Rethem und Osnabrück nach Wittingen, wo er Helene Clasen (1887–1958) kennenlernte. Als er 1908 seine erste Pfarrstelle in Klein Freden antrat, heiratete er Helene Clasen, mit der er drei Töchter und zwei Söhne hat.
In der Kleinfredener Zeit lehnte Graff 1911 ein Angebot ab, Geistlicher des Evangelischen Vereins in Hannover und Schriftleiter der Hannoverschen Sonntagsblätter zu werden; zudem trat er nach Ende des Ersten Weltkriegs der Deutsch-Nationalen Volkspartei bei.
1928 wurde Graff Pfarrer an der Zionskirche in Hannover-Linden und schon vier Jahre später Pfarrer an der Michaeliskirche in Hannover-Ricklingen. 1933 trat Graff der Bekenntnisgemeinschaft um Bischof August Marahrens bei. Am 1. April 1951 wurde er pensioniert und erlag am 18. März 1955 einem zweiten Herzanfall.

## Werk
Das publizistische und wissenschaftliche Werk von Paul Graff ist vielfältig und reicht über religionskundliche und heimatkundliche Schriften bis zur Liturgiewissenschaft, die den größten Teil einnimmt. Graffs Verdienst liegt darin, die Geschichte der lutherischen Liturgik in dem Zeitalter des Rationalismus geschrieben zu haben, deren ersten Band er 1916 fertiggestellt hat und 1921 unter dem Titel Geschichte der Auflösung der alten gottesdienstlichen Formen in der evangelischen Kirche Deutschlands bis zum Eintritt der Aufklärung und des Rationalismus veröffentlichte. Erst 1939 folgte der zweite Band.
Nach dem Tod Friedrich Spittas wurde Graff Mitherausgeber der „Monatsschrift für Gottesdienst und kirchliche Kunst“ (MGkK), in der er seit 1912 publizierte. Außerdem gehörte er der „Liturgischen Konferenz Niedersachsens“ (LKN) seit ihrer Gründung 1925 an, wurde 1937 ihr Vorsitzender und 1943 auch Geschäftsführer. Ebenfalls war er Mitglied der nach dem Zweiten Weltkrieg 1947 neu gegründeten „Lutherischen Liturgischen Konferenz“ und war dadurch an der Entstehung des Agendenwerks der VELKD beteiligt.

## Schriften (Auswahl)
- Geschichte der Auflösung der alten gottesdienstlichen Formen in der evangelischen Kirche Deutschlands bis zum Eintritt der Aufklärung und des Rationalismus. 2Bde., Göttingen 1921/1939

Als Herausgeber:
- Georg Rietschel: Lehrbuch der Liturgik. 2 Bdde., 2. neubearb. Aufl. 1951/52